# رووخووانی
رووخووانی (به چکی: Rouchovany) یک منطقهٔ مسکونی در جمهوری چک است که در منطقه تربیچ واقع شده‌است. رووخووانی ۲۴٫۷۶ کیلومتر مربع مساحت و ۱٬۱۲۶ نفر جمعیت دارد و ۳۶۰ متر بالاتر از سطح دریا واقع شده‌است.